# Eveniment (relativitate)
În fizică, și în special în teoria relativității, un eveniment este o situație fizică instantanee. Este o generalizare a conceptului de „punct” în 4 dimensiuni, reprezentând astfel un punct în spațiu-timp (adică un loc și un timp anume). De exemplu, spargerea unei sticle pe podea este un eveniment; se întâmplă într-un loc unic și la un moment unic. Strict vorbind, noțiunea de eveniment este o idealizare, în sensul că specifică un timp și un loc definite, în timp ce orice eveniment real este obligat să aibă o extindere finită, atât în timp, cât și în spațiu.
La alegerea unui sistem de referință, se pot atribui coordonate evenimentului: trei coordonate spațiale {\displaystyle {\vec {x}}=(x,y,z)}pentru a descrie locul și o coordonată temporală t pentru a specifica momentul în care are loc evenimentul. Aceste patru coordonate {\displaystyle ({\vec {x}},t)}împreună formează un 4-vector asociat evenimentului. 
Unul dintre obiectivele relativității este acela de a specifica posibilitatea ca un eveniment să influențeze un alt eveniment. Aceasta se face prin tensorul metric⁠(d), care permite determinarea structurii cauzale⁠(d) a spațiului. Diferențele (sau distanțele) între două evenimente pot fi clasificate în distanțe spațiale, luminoase și temporale. Numai dacă două evenimente sunt separate printr-o distanță luminoasă sau temporală, ele se pot influența reciproc. 